# Jabłonowo (Dąbrówno)
Jabłonowo (deutsch Jablonowo, 1938 bis 1945 Dreililien) ist ein kleiner Ort in der polnischen Woiwodschaft Ermland-Masuren und gehört zur Gmina Dąbrówno (Landgemeinde Gilgenburg) im Powiat Ostródzki.

## Geographische Lage
Jabłonowo liegt zwischen dem Großen und Kleinen Damerau-See (polnisch Jezioro Dąbrowna Wielka, ~ Mała) im Südwesten der Woiwodschaft Ermland-Masuren, 28 Kilometer südlich der Kreisstadt Ostróda (deutsch Osterode in Ostpreußen).

## Geschichte
Jablonowo bestand ursprünglich lediglich aus einem sehr großen Hof.  Vor 1945 war der kleine Ort ein Wohnplatz innerhalb der Stadt Gilgenburg (polnisch Dąbrówno) im Kreis Osterode in Ostpreußen. Im Jahre 1905 zählte er 67 Einwohner in neun Wohnstätten. Im Jahre 1938 oder vielleicht auch schon früher wurde der Ort in „Dreililien“ umbenannt.
Mit dem gesamten südlichen Ostpreußen kam der kleine Ort 1945 in Kriegsfolge zu Polen. Heute ist er eine Ortschaft im Verbund der Gmina Dąbrówno (Landgemeinde Gilgenburg) im Powiat Ostródzki (Kreis Osterode in Ostpreußen), bis 1998 der Woiwodschaft Olsztyn, seither der Woiwodschaft Ermland-Masuren zugehörig.

## Kirche
Als Teil der Stadt Gilgenburg war Jablonowo resp. Dreililien vor 1945 kirchlich nach Gilgenburg orientiert, sowohl zur evangelischen Kirche als auch zur dortigen römisch-katholischen Kirche. Heute gehört Jabłonowo katholischerseits weiterhin zu Dąbrówno, evangelischerseits jedoch zur Pfarrei Neidenburg (polnisch Nidzica) mit der – Jabłonowo näher gelegenen – Filialkirche in Gardyny ((Groß) Gardienen).

## Verkehr
Jabłonowo liegt an der verkehrsreichen Woiwodschaftsstraße 542, die das einstige Soldauer Gebiet mit dem Powiat Ostródzki (Kreis Osterode) verbindet. Eine Anbindung an den Bahnverkehr besteht nicht.